# Wierzchołek (teoria grafów)

Graf składający się z 6 wierzchołków i 7 krawędzi

Wierzchołek (inaczej węzeł) – element niepustego zbioru, który wraz ze zbiorem krawędzi (będących parami wierzchołków) tworzy graf. W zależności od przyjętej definicji grafu można także zakładać, ze zbiór wierzchołków musi być skończony.
Liczba krawędzi incydentnych z danym wierzchołkiem (łączących go z innym) określana jest jako stopień wierzchołka. Wierzchołek o stopniu zerowym to wierzchołek izolowany.